# Rhantus
Rhantus é um género de escaravelho da família Dytiscidae.
Este género contém as seguintes espécies:
- Rhantus aequalis Hatch
- Rhantus alutaceus
- Rhantus anisonychus Crotch
- Rhantus atricolor Aube
- Rhantus binotatus Harris
- Rhantus bistriatus Bergstrom
- Rhantus calidus Fabricius
- Rhantus consimilis Motschulsky
- Rhantus discedens Sharp
- Rhantus divisus Aube
- Rhantus flovogriseus Crotch
- Rhantus frontalis (Marsh.)
- Rhantus gutticollis Say, 1834
- Rhantus hoppingi Leech
- Rhantus hubbelli Hatch
- Rhantus maculicollis Aube
- Rhantus notatus Fabricius
- Rhantus novacaledoniae
- Rhantus orbignyi
- Rhantus pacificus (Boisduval, 1835)
- Rhantus papuanus
- Rhantus sinuatus (Le Conte)
- Rhantus sikkimensis Regimbart, 1899
- Rhantus suffusus Sharp
- Rhantus suturellus (Harris)
- Rhantus tostus Leconte, 1866
- Rhantus wallisi Hatch
- Rhantus zimmermanni Wallis